# HD 50554
HD 50554 é uma estrela na constelação de Gemini. Tem uma magnitude aparente de 6,84, sendo invisível a olho nu, mas facilmente visível com um telescópio ou binóculo. De acordo com medições de paralaxe feitas na missão Hipparcos, encontra-se relativamente próxima do Sistema Solar, a uma distância de 98 anos-luz (29,9 parsecs).
HD 50554 tem uma classificação estelar de F8 V, o que significa que é uma estrela de classe F da sequência principal. Tem uma massa de 1,04 vezes a massa do Sol e um raio de 1,11 vezes o raio solar. Irradia energia de sua atmosfera externa a uma temperatura efetiva de 5 902 K. Sua idade de 4,58 bilhões de anos é parecida à do Sol, e seu conteúdo metálico é um pouco menor que o do Sol, com uma abundância em ferro de 85% da abundância solar.
Em 2002 foi descoberto pelo método da velocidade radial um planeta extrassolar orbitando HD 50554. É um gigante gasoso com uma massa mínima de 4,46 vezes a massa de Júpiter. Orbita a estrela numa órbita moderadamente excêntrica com um semieixo maior de 2,28 UA e um período de 1 224 dias.
| Planeta | Massa           | Semieixo maior (UA) | Período orbital (dias) | Excentricidade |
| ------- | --------------- | ------------------- | ---------------------- | -------------- |
| b       | >4,46 ± 0,48 MJ | 2,28 ± 0,13         | 1 224 ± 12             | 0,444 ± 0,038  |